# Arenostola phragmitis
Arenostola phragmitis là một loài bướm đêm trong họ Noctuidae.